# La Jarne
La Jarne – miejscowość i gmina we Francji, w regionie Nowa Akwitania, w departamencie Charente-Maritime.
Według danych na rok 1990 gminę zamieszkiwały 1633 osoby, a gęstość zaludnienia wynosiła 194 osób/km² (wśród 1467 gmin regionu Poitou-Charentes La Jarne plasuje się na 171. miejscu pod względem liczby ludności, natomiast pod względem powierzchni na miejscu 918.).